# Tuxentius ertli
Tuxentius ertli is een vlinder uit de familie van de Lycaenidae. De wetenschappelijke naam van de soort is voor het eerst geldig gepubliceerd in 1907 door Aurivillius. De soort komt voor in Malawi en Tanzania, in het oosten van het Afrotropisch gebied.